# Black Country, New Road
Black Country, New Road (comunament abreujat com a BC,NR) és un grup anglès de rock format el 2018 a Londres. Actualment està format per Tyler Hyde (baix, veu), Georgia Ellery (violí, veu), Luke Mark (guitarra), Lewis Evans (saxòfon, veu), May Kershaw (teclats, veu) i Charlie Wayne (bateria). L'anterior cantant i guitarrista principal del grup, Isaac Wood, va abandonar la formació el 2022 per problemes relacionats amb la salut mental.
Han llançat dos àlbums d'estudi, For the First Time (2021) i Ants From Up There (2022), i l'àlbum en directe Live at Bush Hall (2023). Un nou àlbum, Forever Howlong, es publicarà el 4 d'abril del 2025.

## Història

### 2018-2021ː Formació iFor the First Time
El nom va sorgir mentre els membres del grup utilitzaven el botó de «article a l'atzar» de la Viquipèdia (Black Country New Road és el nom una carretera d'Anglaterra).
El 2019, el grup va publicar dos singles: «Athens, France» i «Sunglasses», caracteritzats per un estil experimental. Aquests dos temes van ser després inclosos en l'àlbum debut del grup, For the First Time. Aquest es va llençar el 5 de febrer del 2021 i va ser rebut amb entusiasme per la crítica musical, amb diverses revistes i publicacions incloent-lo en les seves llistes dels millors àlbums de l'any. El disc va arribar al número 4 de la UK Albums Chart.

### 2021-2022ːAnts From Up There, marxa d'Isaac Wood
El 12 d'octubre del 2021, la banda va anunciar que el seu segon àlbum es titularia Ants From Up There i es publicaria el 4 de febrer del 2022, quasi exactament un any després del seu debut. Abans del llençament del disc, que havia estat grabat en tres setmanes a l'estiu de 2021 als Chale Abbey Studios de l'Illa de Wightes, van publicar com a senzills quatre cançons del mateixː «Chaos Space Marine», «Bread Song», «Concorde» i «Snow Globes».
El 3 de desembre d'aquell mateix any, van publicar l'EP de versions Never Again, que inclou cançons d'ABBA, MGMT i Adele.
El 31 de gener del 2022, quatre dies abans que Ants From Up There es publiquès, el guitarrista i vocalista principal Isaac Wood va anunciar que deixava el grup degut a problemes de salut mental. Amb tot, els seus companys van explicar que continuarien fent música sense ell i que, de fet, ja havien començat a escriure música nova. També van anunciar que, per respecte a Wood, no tocarien més en directe les cançons dels dos primers àlbums, substituint-les per la nova música encara no publicada.
Ants From Up There es va publicar el dia estipulat i va rebre aclamació crítica universal, amb diverses publicacions considerant-lo una "obra mestra" i donant-li una puntuació perfecta. Metacritic el va considerar el tercer àbum més elogiat del 2022. Ha estat comparat amb àlbums com In the Aeroplane Over the Sea de Neutral Milk Hotel i Teens of Denial de Car Seat Headrest, i grups com Arcade Fire i Wolf Parade. Va arribar al número 3 de la UK Albums Chart, superant el seu predecessor, i als tops 10 i 50 a diversos països.

### 2022-2023:Live at Bush Hall
Degut a la marxa de Wood, el grup va haver de cancel·lar la gira d'Ants From Up There, però al cap de poc va anunciar noves dates de concerts, on es tocaria la nova música composta sense ell. Van tocar a Europa, Àsia i, com a teloners de Black Midi, als Estats Units. El 14 de novembre, van publicar l'EP de versions Never Again Pt. 2, que inclou cançons de Billie Eilish, Caroline Polachek, Regina Spektor i The Magnetic Fields.
El 20 febrer del 2023, després d'anunciar-la pocs dies abans, el grup va estrenar a YouTube i a l'Institute of Contemporary Arts de Londres la pel·lícula concert Live at Bush Hall. Aquesta consisteix en nou cançons, grabades durant tres concerts diferents d'entre el 15 i el 16 de desembre del 2022. Per a cada un d'aquests concerts, el grup va crear tres temàtiques diferents: "When The Whistle Thins", sobre una granja, "I Ain't Alfredo No Ghosts", sobre una pizzeria, i "The Taming Of The School", sobre un ball de graduació de l'any 1981. Es van disfressar de manera diferent a cada concert, seguint aquestes tres consignes.
El concert es va publicar a plataformes de streaming (com Spotify) com a àlbum en directe el 24 de març. Les versions en CD i vinil es publicaren el 28 d'abril.

### 2025:Forever Howlong
Després de publicar al llarg de diverses setmanes vídeos curts amb trossos instrumentals de, aparentment, nova música, el grup va anunciar un nou senzill, «Besties», el 24 de gener del 2025. Es publicaria el dia 30 del mateix mes. El mateix dia, van anunciar que el seu nou àlbum d'estudi, titulat Forever Howlong, es publicaria el 4 d'abril.

## Estil i influències
L'àlbum debut de Black Country, New Road, For the First Time, ha estat descrit com post-rock, post-punk, rock experimental, indie rock i art rock, amb elements de klezmer i free jazz. Amb el seu segon àlbum, Ants From Up There, el grup va desenvolupar intencionadament un so més accessible, d'un estil primàriament pop barroc, a més de seguir aprofundint en els gèneres presents en el seu disc anterior. A la nova música sense Isaac Wood, inclosa a Live at Bush Hall, ho continuen predominant aquests estils, tot i que el pop barroc és encara més present, en comparació amb els altres.
Entre les influències del grup es troben Slint, Billie Eilish, Arcade Fire, Frank Ocean i Sufjan Stevens. A part, Black Country, New Road són amics amb la banda també de Londres Black Midi, i actuen junts sota el nom Black Midi, New Road.

## Membres

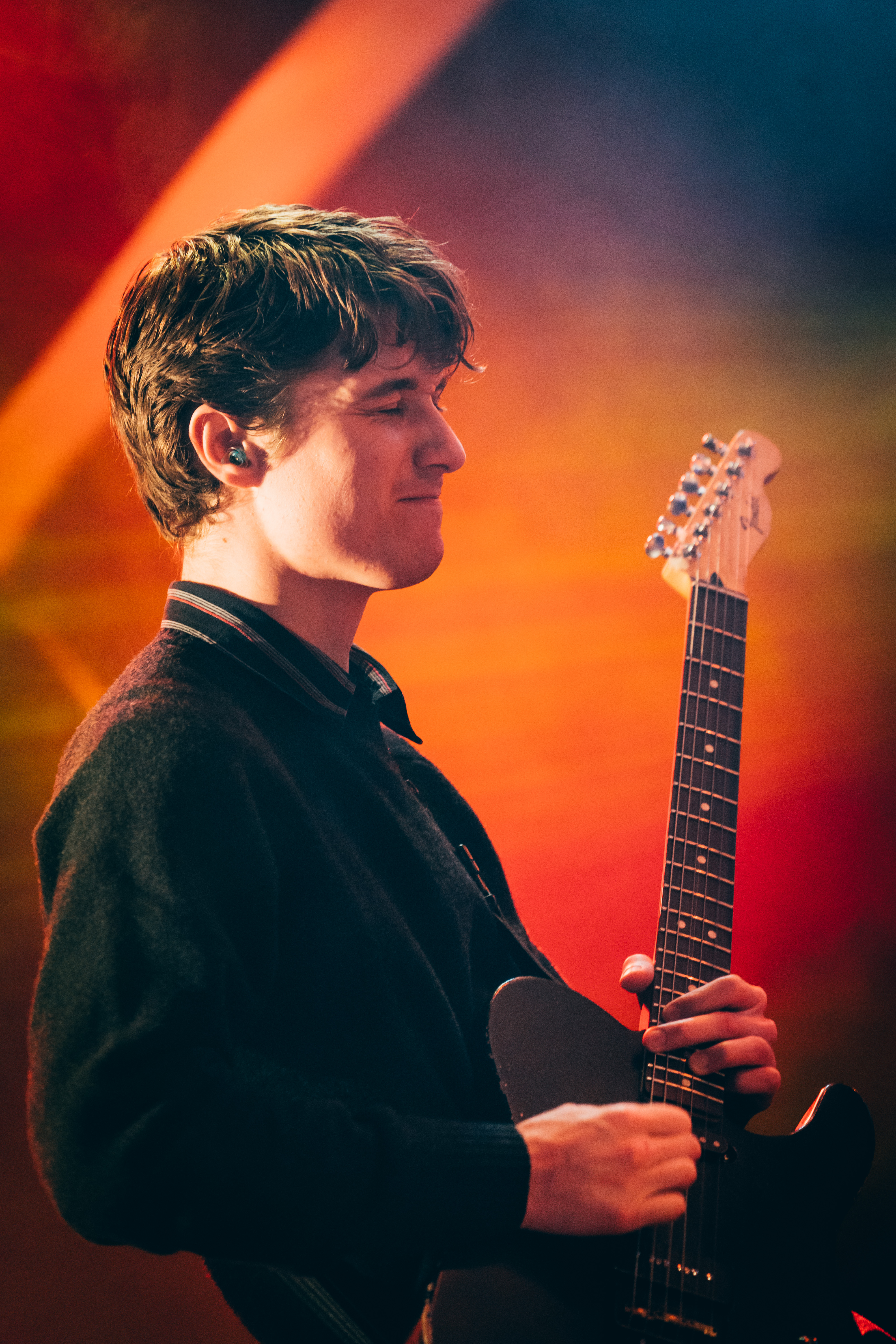
Isaac Wood, cantant i guitarrista principal del grup del 2018 fins al 2022.

### Actuals
- Tyler Hydeː baix, veu (2018-present)
- Georgia Elleryː violí, veu (2018-present)
- Luke Markː guitarra (2019-present)
- Lewis Evansː saxòfon, flauta travessera, veu (2018-present)
- May Kershawː teclats, veu (2018-present)
- Charlie Wayneː bateria (2018-present)

### Anteriors
- Isaac Woodː guitarra, veu (2018-2022)

### De gira
- Nina Lim: violí (2021-present, quan Georgia Ellery està de gira amb el seu altre projecte musical, Jockstrap)

## Discografia

Portada de l'àlbum For the First Time (2021).

### Àlbums d'estudi
- For the First Time (2021)
- Ants From Up There (2022)
- Forever Howlong (2025)

### Àlbums en directe
- Live at Bush Hall (2023)

### EPs
- Never Again (2021) (EP de versions)
- Never Again Part 2 (2022) (EP de versions)